# Museo Foteviken

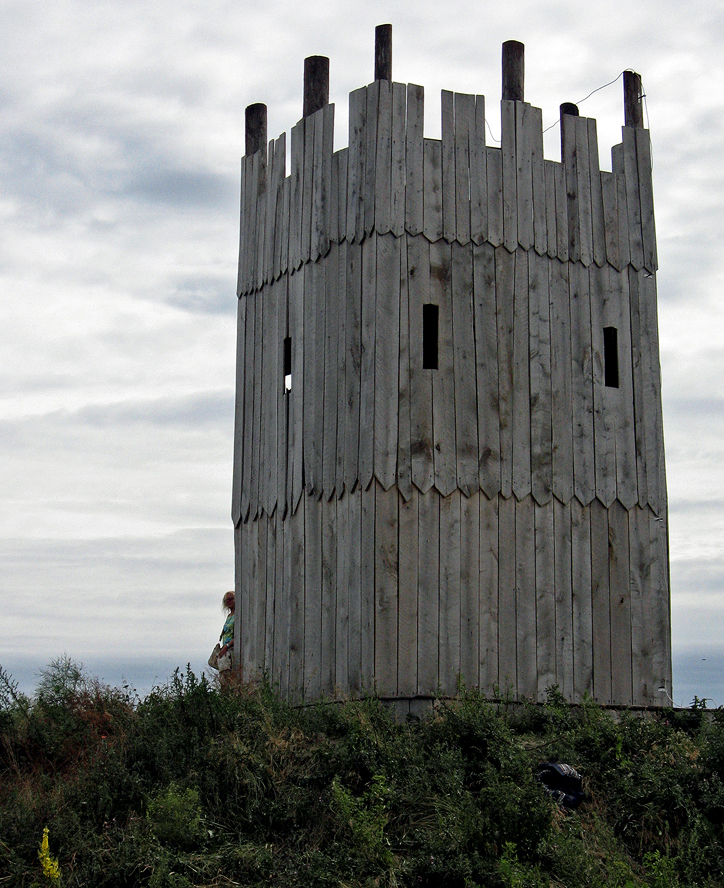
Torre de observación. Fotevikens Museum 2007.

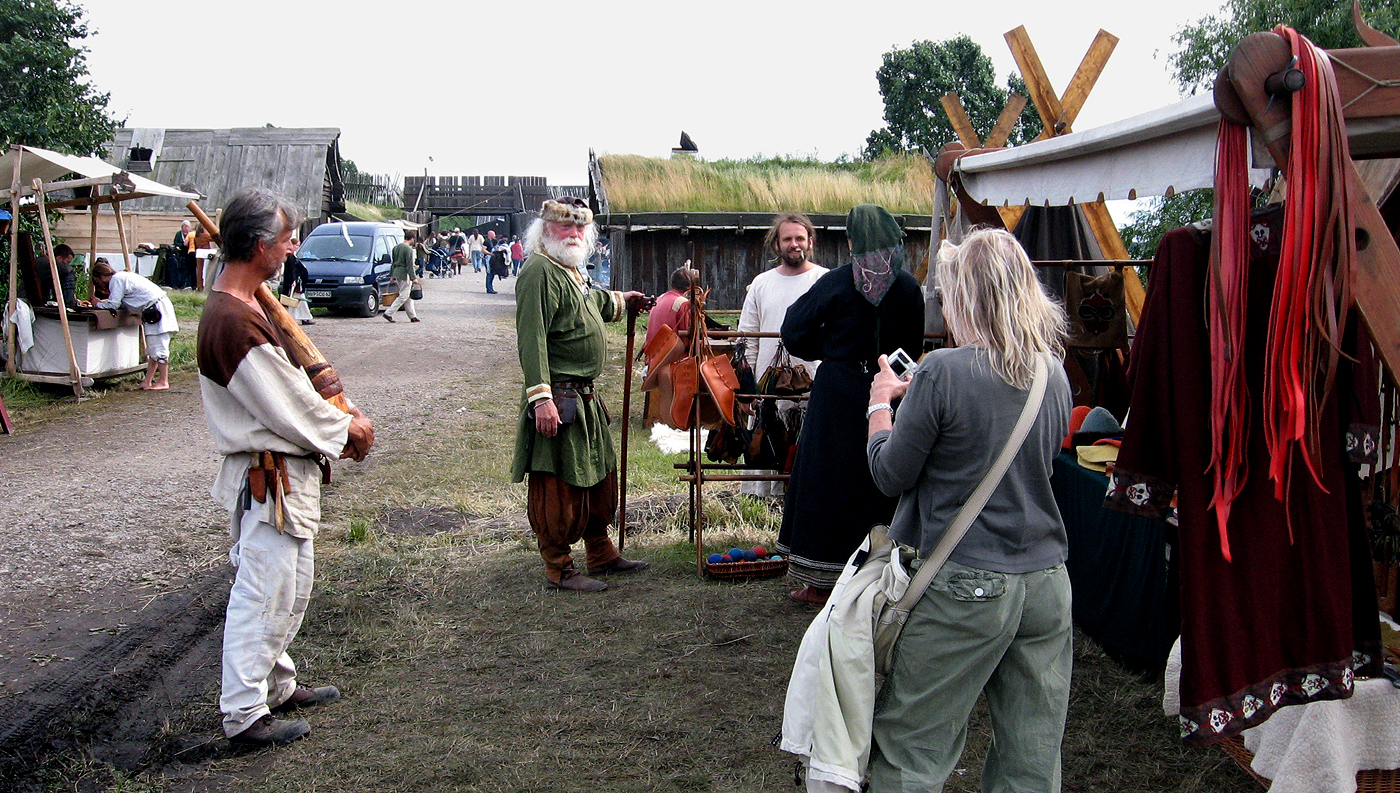
Tenderete. Fotevikens Museum 2007.

El museo Foteviken (Fotevikens Museum) es un museo arqueológico al aire libre de la península de Höllviken, en el sur de Escania (Skåne), Suecia. Contiene la reconstrucción de un asentamiento vikingo de grandes dimensiones y una reserva vikinga, donde los visitantes participan activamente en la recreación histórica. El museo también se dedica a la investigación y participa en actividades municipales del Municipio de Vellinge.

## Historia
El museo Foteviken es el desenlace de una investigación arqueológica de los barcos vikingos naufragados en la bahía de Foteviken durante la Batalla de Fotevik, que tuvo lugar en 1134. A tal fin se fundó en 1987 una fundación (Scandinavian Viking Explorer Group), cuyos planes originales a partir de 1993 eran abrir un museo marítimo. Sin embargo, en 1995 se cambió de enfoque, habiéndose decantado por un museo viviente de la era vikinga, inaugurando por consiguiente el museo Foteviken y el museo Kogge en Malmö, donde se construyeron dos réplicas exactas de coca vikinga (Kogg), que hoy se exhiben en la bahía de Höllviken.

## Particularidades
El museo, de unos 70 000 metros cuadrados de superficie, está ubicado en la bahía de Höllviken. Adicionalmente a la reconstrucción del asentamiento vikingo que forma parte de la reserva vikinga, cuenta con instalaciones que sirven para la investigación, la reconstrucción, manualidades, un restaurante, y una sala de eventos. Las construcciones en la reserva fueron fabricadas especialmente para ser desmontadas y montadas por el equipo del museo, voluntarios y visitantes a principios y finales de cada temporada, con el empleo de métodos tradicionales. La reserva, en sí carente de electricidad ni señalización, abre para la temporada estival durante el mes de mayo, con la recreación de un extenso asentamiento vikingo de la era vikinga tardía, durante la transición de la Edad Media escandinava y la creciente influencia cristiana. Con eso se ha podido incluir en la escena la aclamada batalla medieval de Fotevik. Los visitantes que pernoctan en la reserva recrean las vivencias de los vikingos y no se les permite el uso de aparatos electrónicos ni llevar ropa moderna. Muchos de los visitantes del museo proceden de países no escandinavos, la mayoría alemanes.
El museo celebra un evento anual internacional, al que acuden aficionados que representan a decenas de países. Dispone de una biblioteca con fines de investigación, accesible a profesionales y visitantes, con soporte electrónico completo. También ofrece programas educativos. Dado que sirve además como museo municipal, es de libre acceso para institutos y centros educativos locales.
En invierno se celebra en el museo el festival del fuego. En mayo se enciende una hoguera reproduciendo la tradicional celebración vikinga del retorno de la primavera. En estos eventos, como algunos otros, es tradición que el director del museo interprete el papel del rey Björn. Las actividades de verano en el museo culminan con la semana vikinga hacia finales de junio, incluyendo talleres de manualidades y un mercado vikingo.
En 2020 el museo suspendió su programación habitual debido a la pandemia del COVID-19. Se espera la reanudación de las actividades en el día nacional de Suecia, el 6 de junio.

## Imágenes

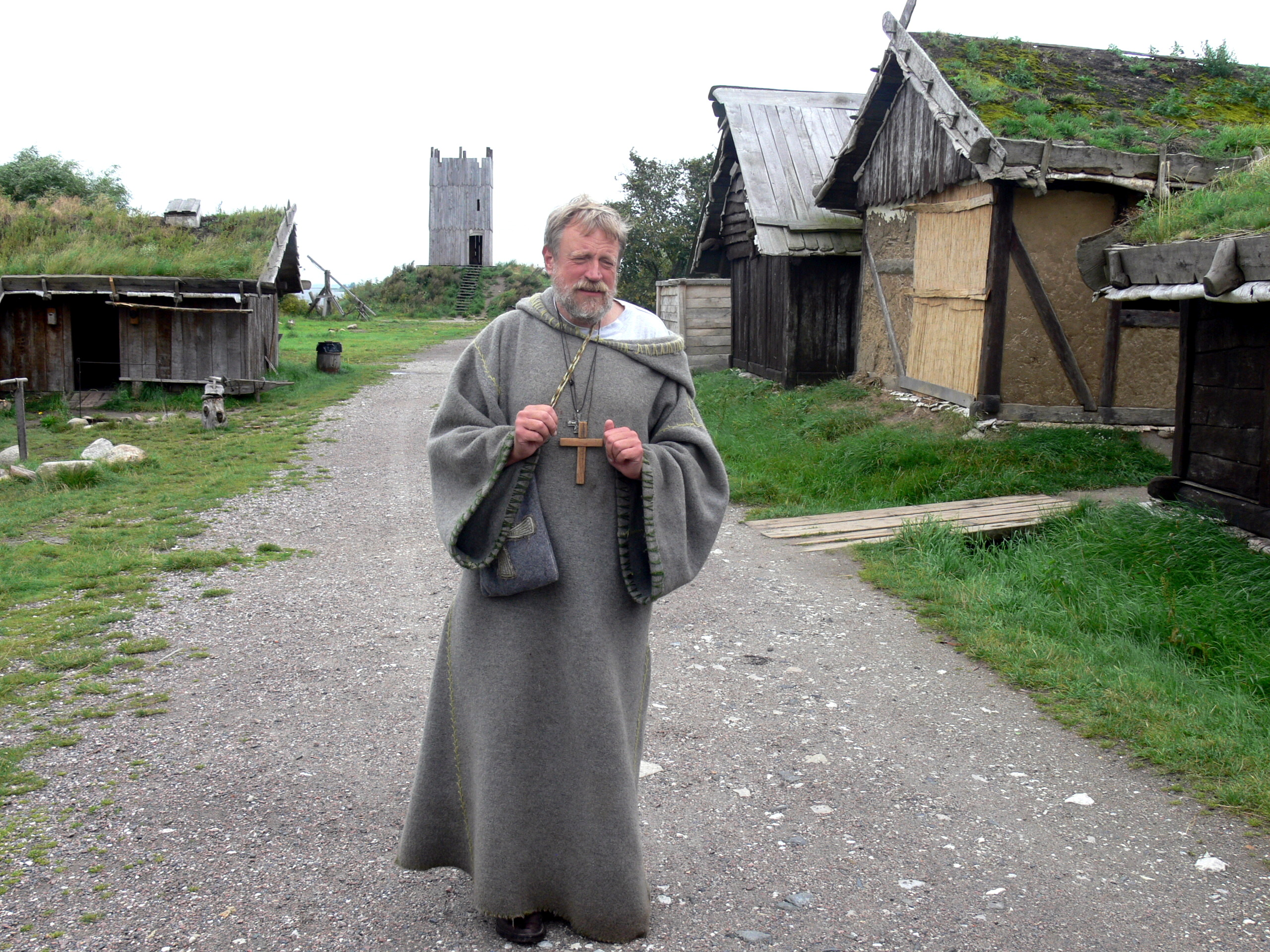
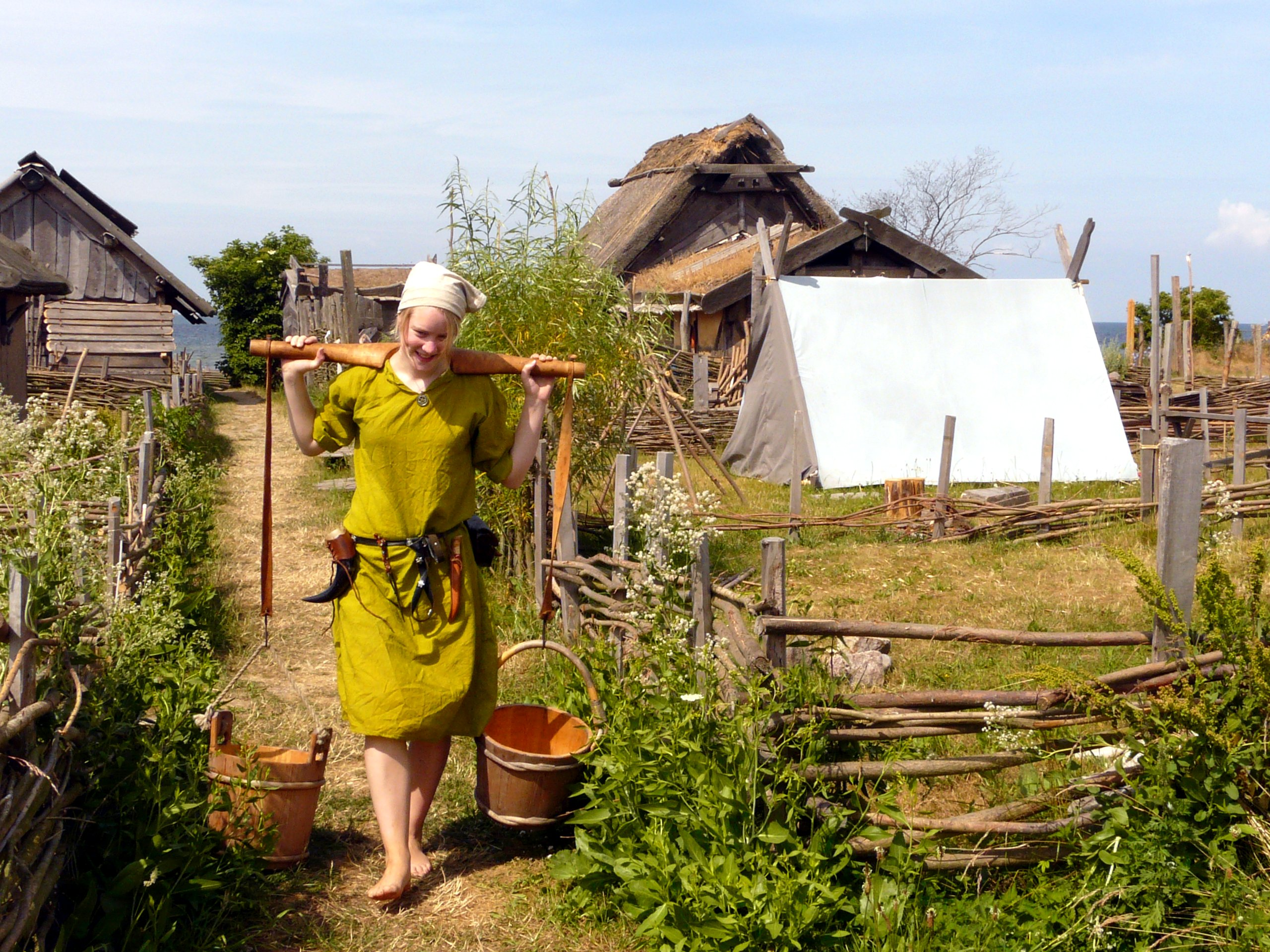
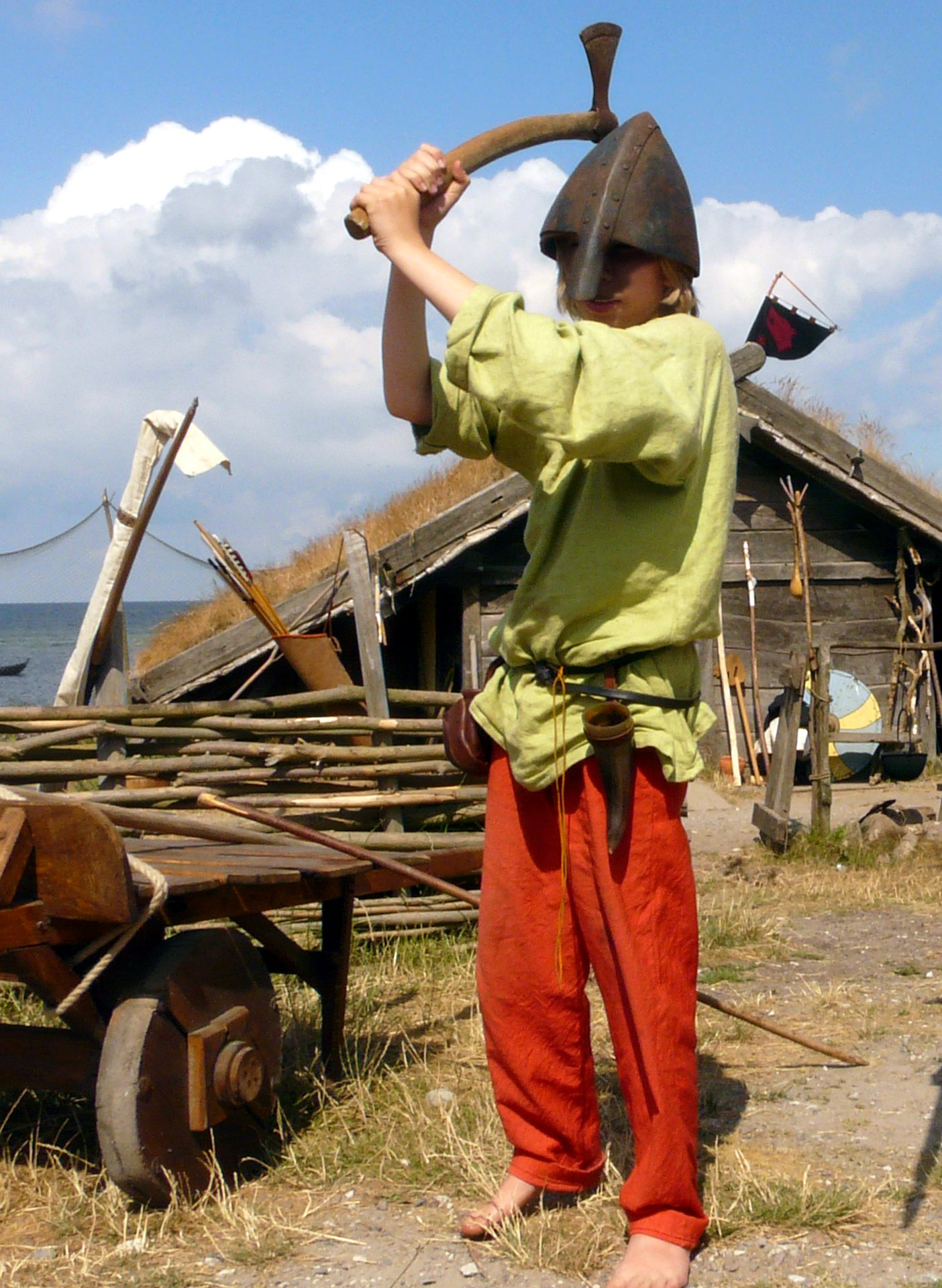
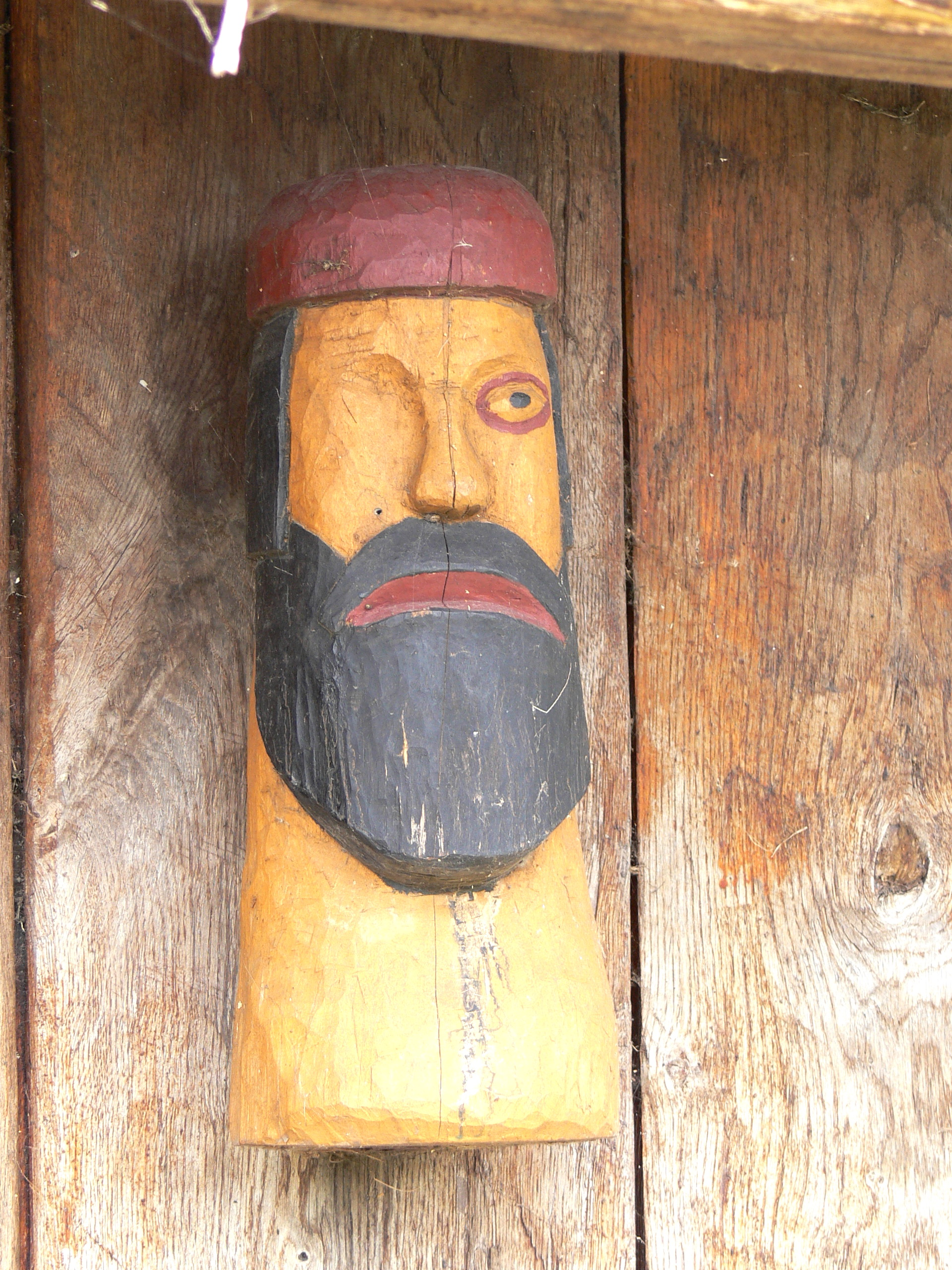
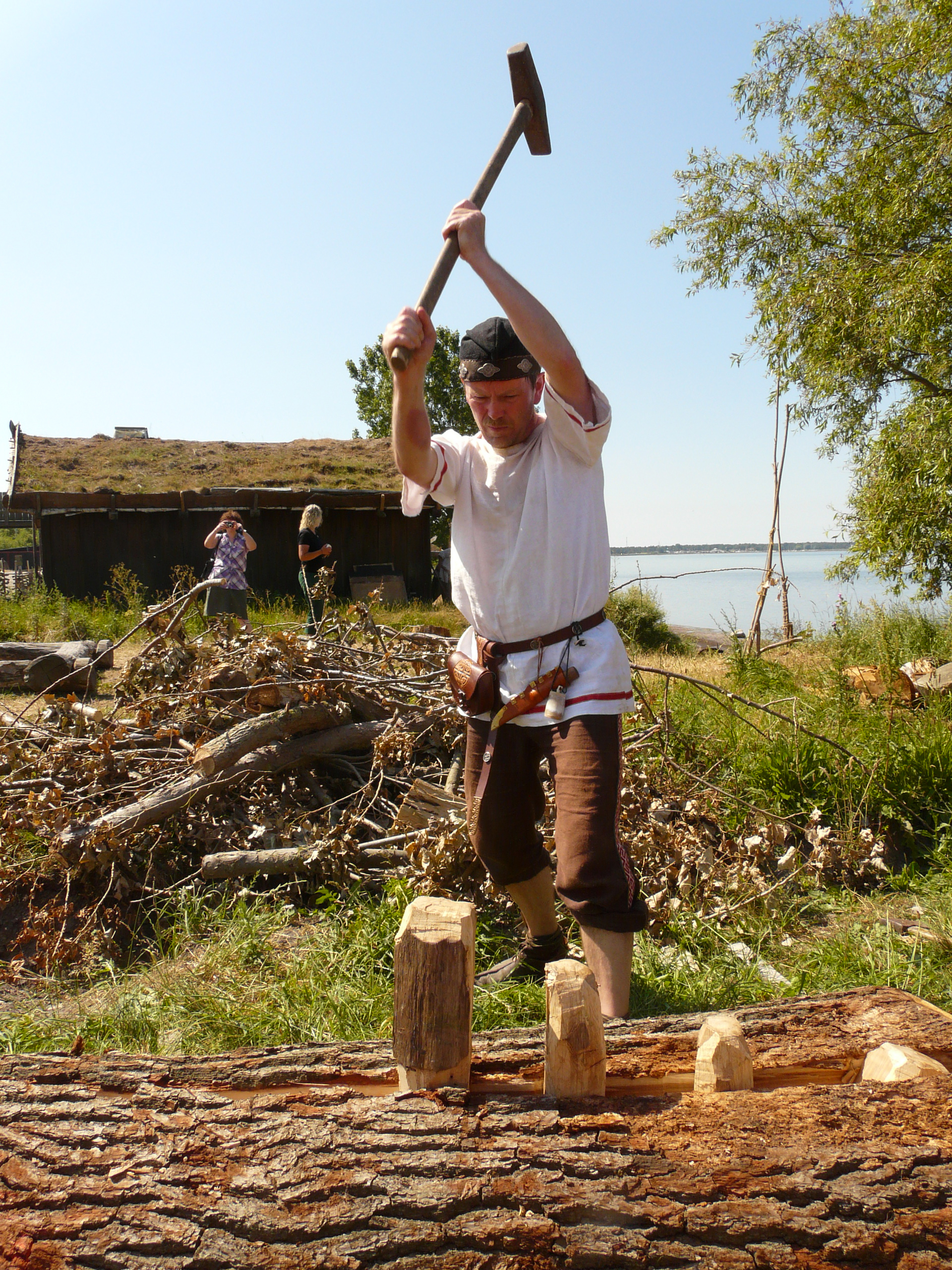
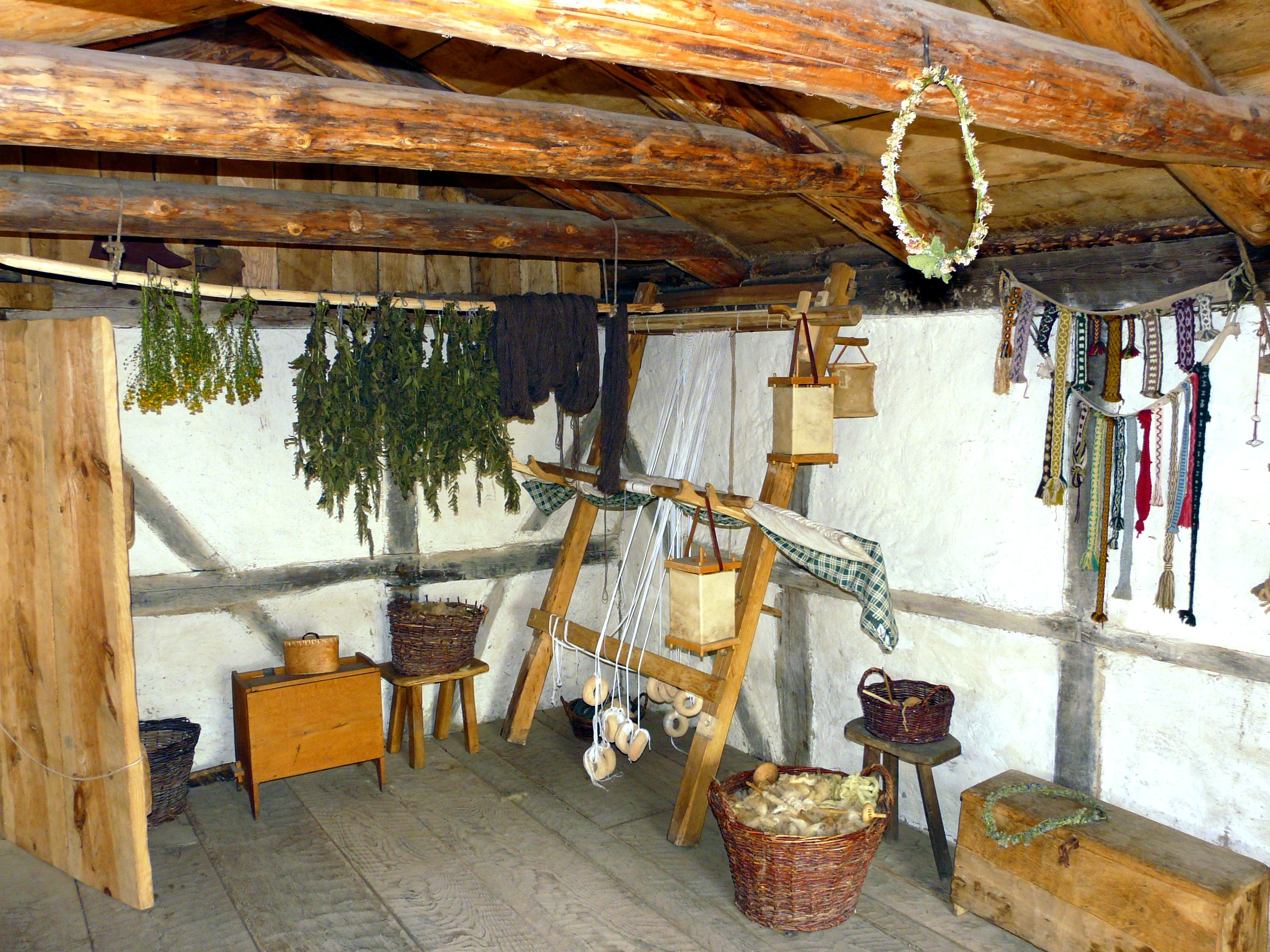
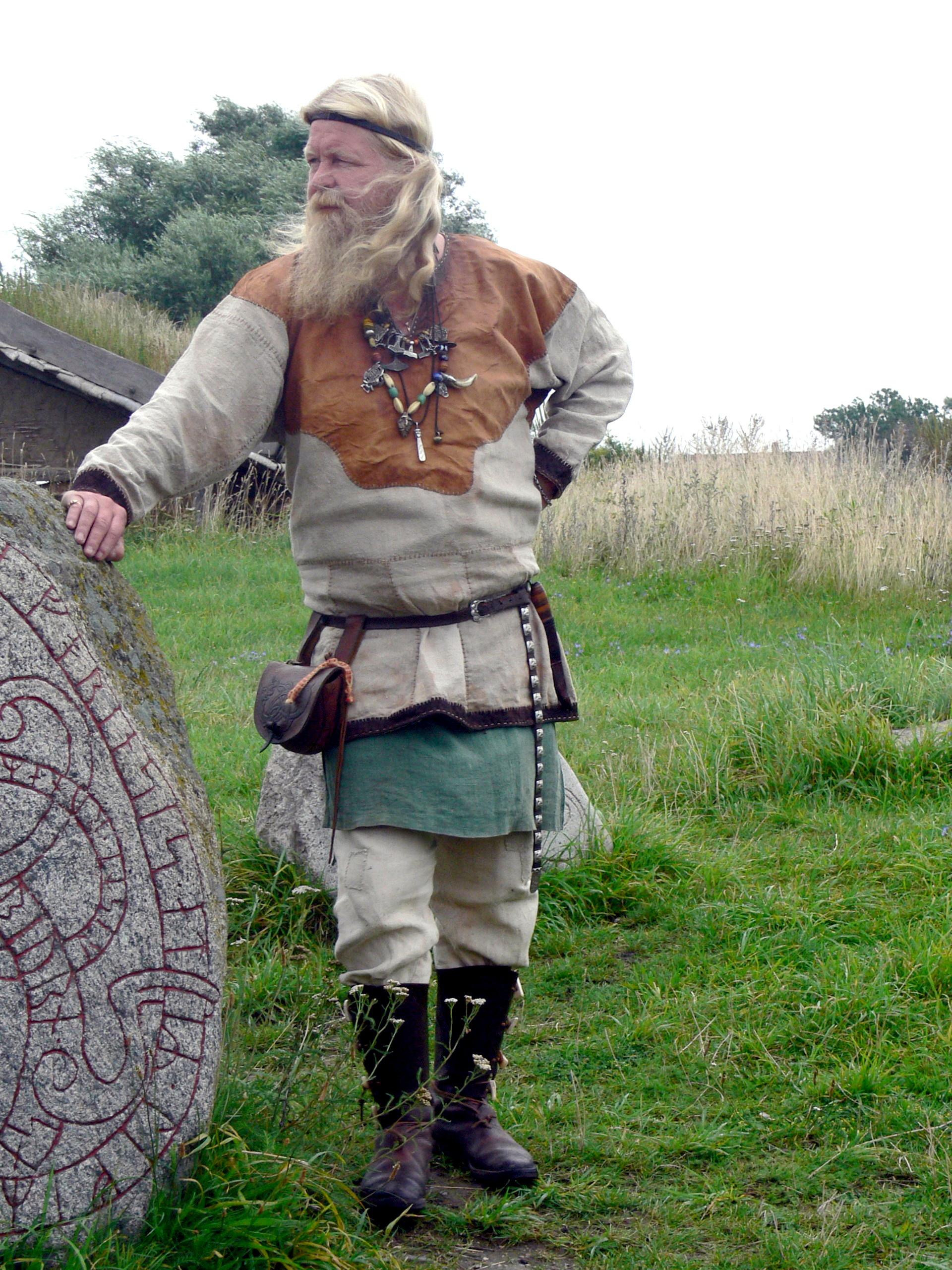

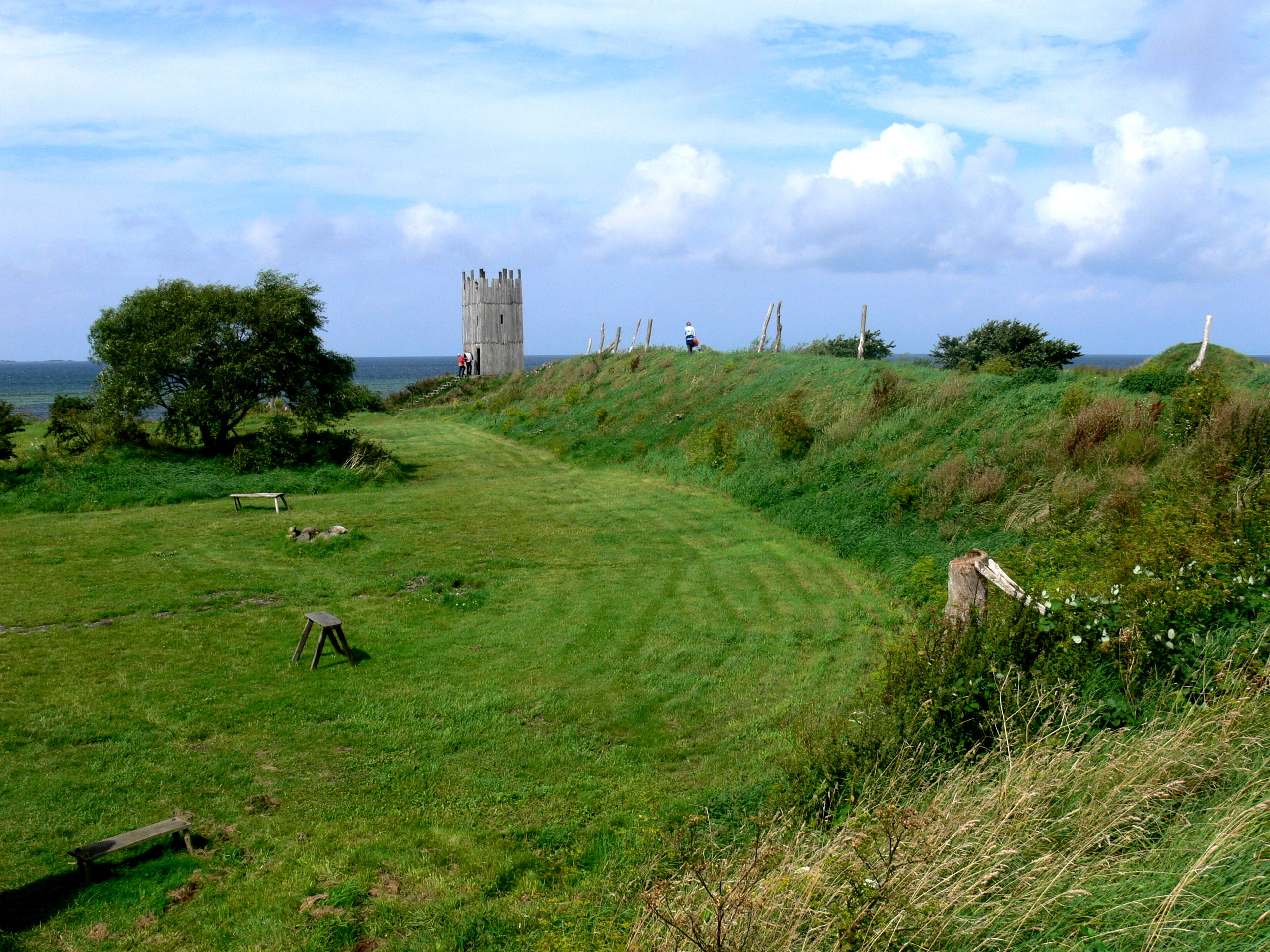
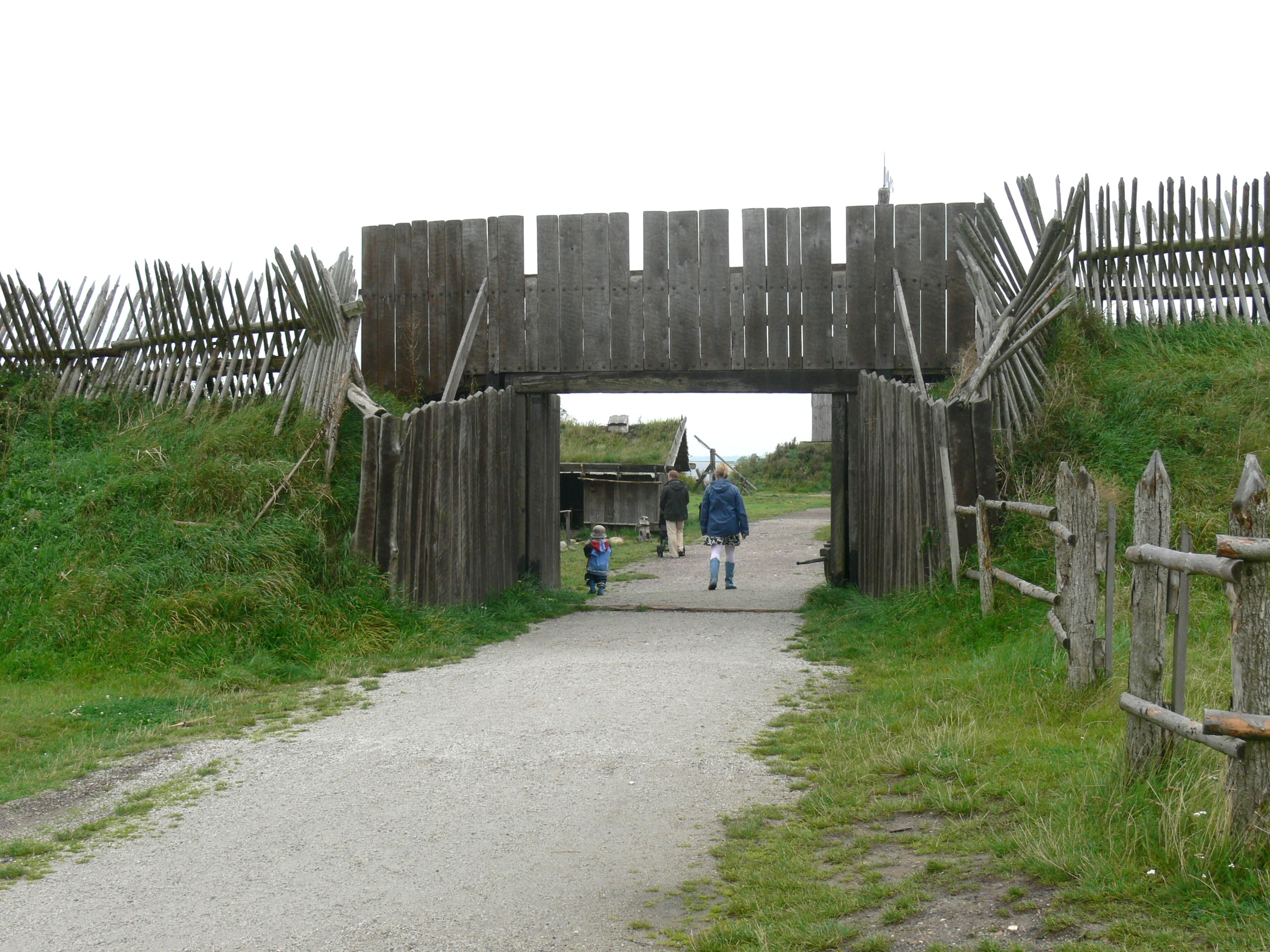
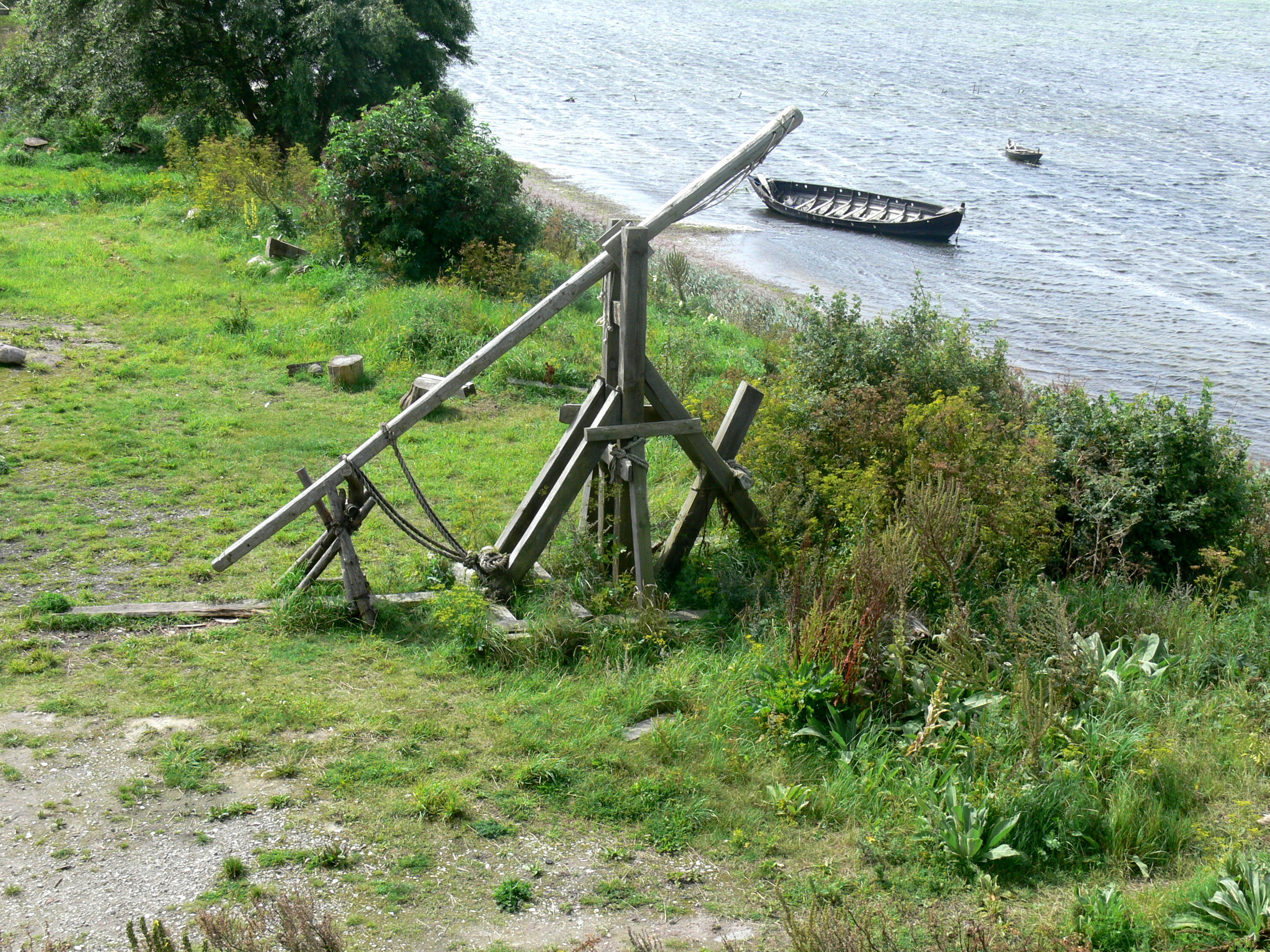
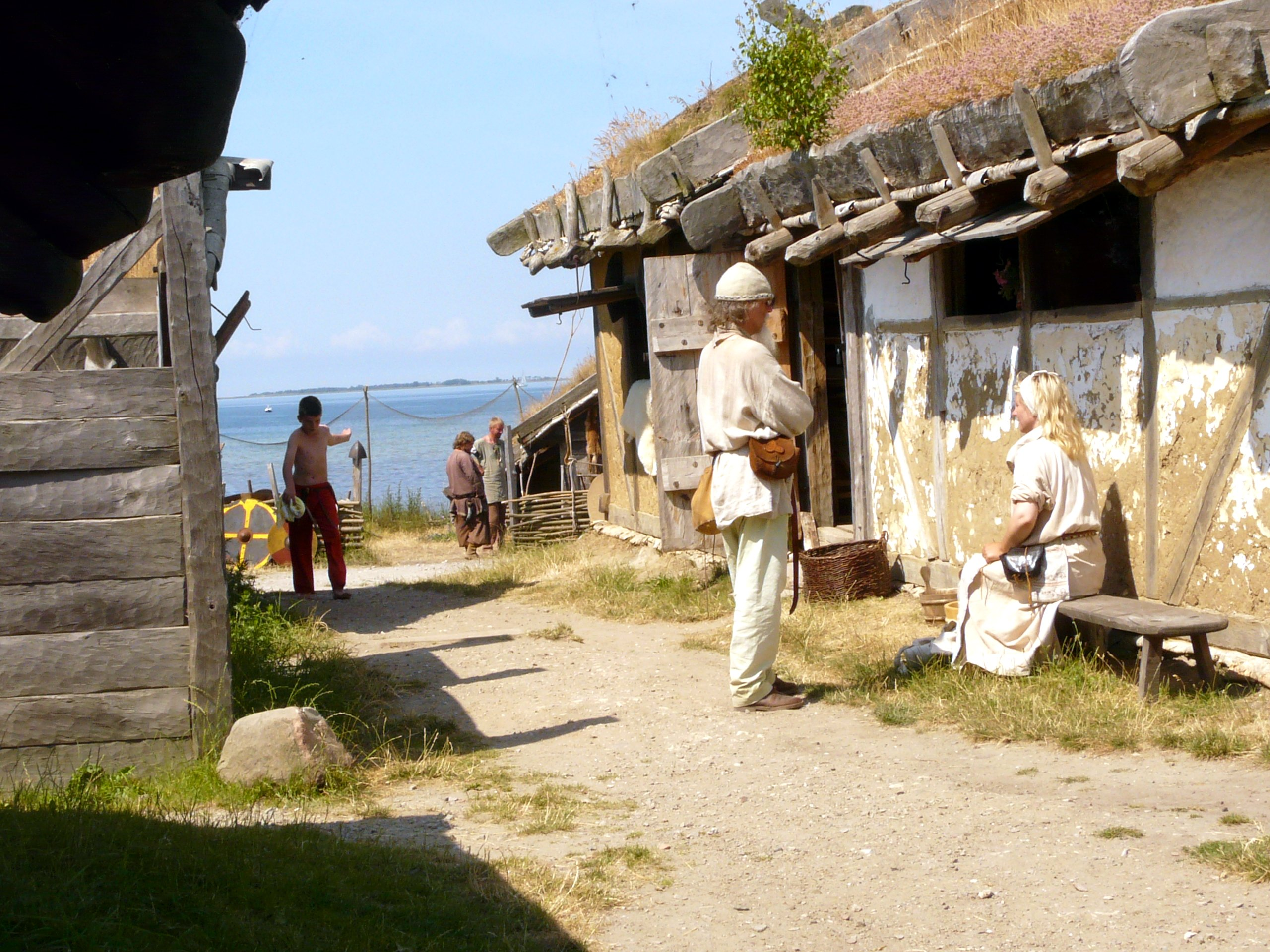
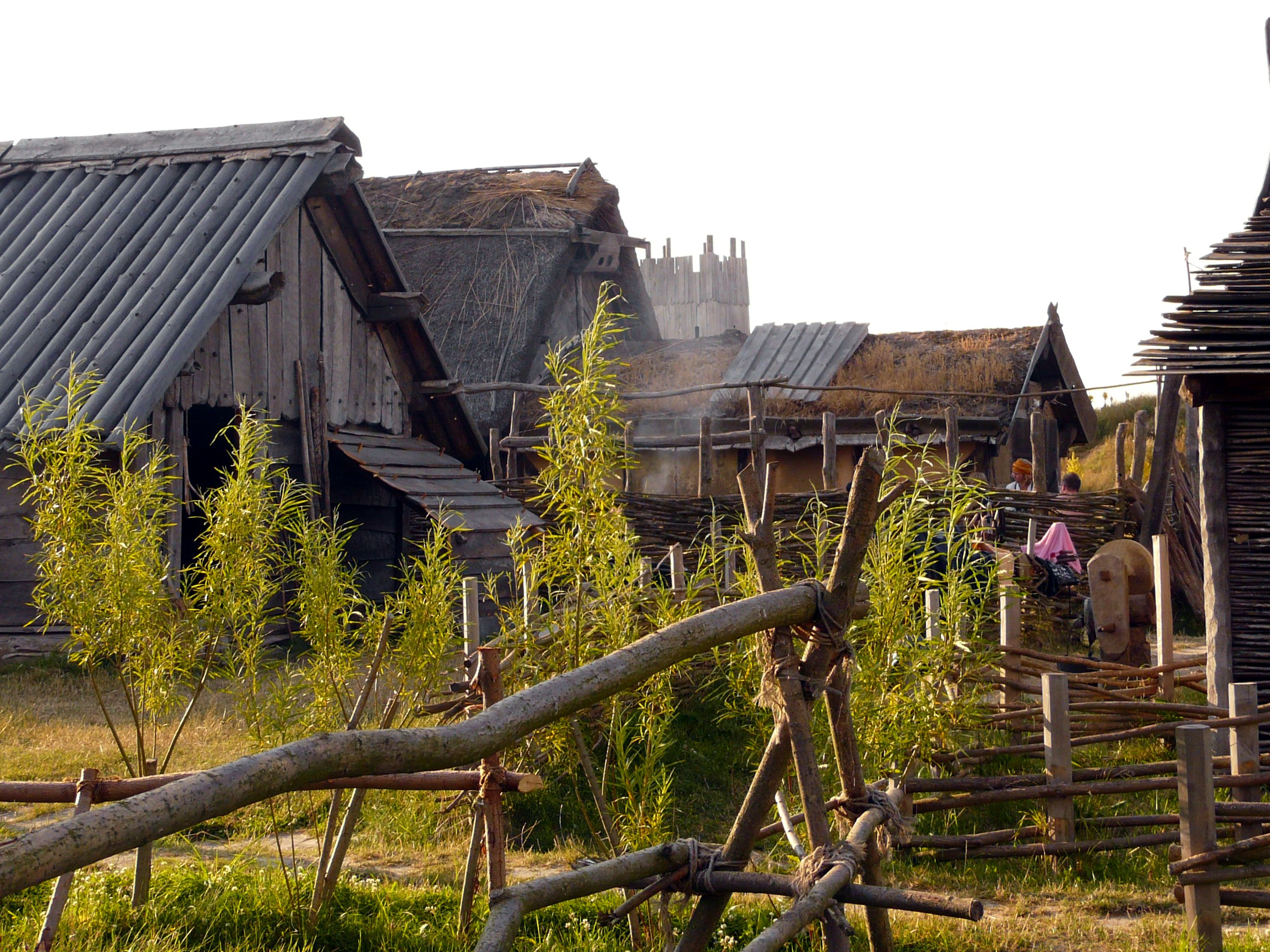